# Vesten for humlen
Vesten for humlen er en lille Park i Carlsberg Byen i København. Parken stod færdig i 2018 sammen med resten af de nye bygninger og ligger ud til Ny Carlsberg Vej.